# Hippolyte Aucouturier

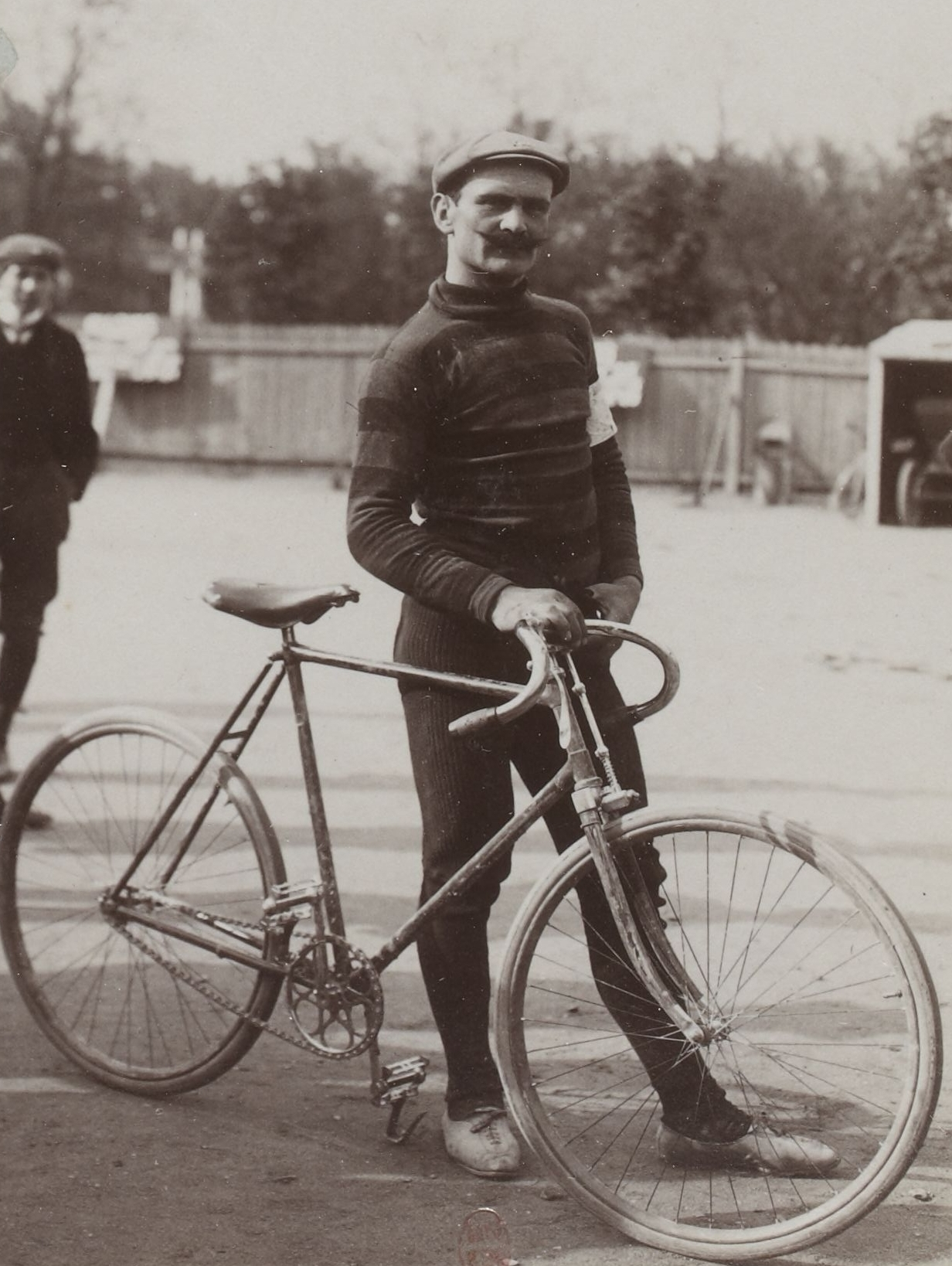
Hippolyte Aucouturier (1901)

Hippolyte Aucouturier (* 17. Oktober 1876 in La Celle; † 22. April 1944 in Paris) war ein französischer Radsportler.
Aucouturier begann seine Karriere 1900. Er nahm fünfmal an der Tour de France teil und konnte dabei fünf Etappen für sich entscheiden. Bei Bordeaux–Paris sowie Paris–Roubaix war "Le Terrible" (der Schreckliche) jeweils zweimal erfolgreich.
Bei der Tour de France 1904 konnte Aucouturier vier Etappen gewinnen. Nach Abschluss der Tour bildete die regelgebende Französische Veloziped-Union (UVF) eine Untersuchungskommission, die bis zum Dezember 1904 Dutzende Fahrer und Zeugen vernahm und schließlich den Ausschluss mehrere Fahrer wegen verbotener Absprachen beschloss. Unter den Ausgeschlossenen befand sich auch Aucouturier, seine Etappensiege wurden ihm wieder aberkannt. Nachdem er in den Jahren von 1906 bis 1908 keine weiteren Siege erringen konnte, beendete er nach dem 16. Platz bei Paris-Brüssel seine Laufbahn.

## Siege bei Eintagesrennen
- 1901: Brüssel-Roubaix
- 1903: Paris–Roubaix
- 1903: Bordeaux–Paris
- 1904: Paris-Roubaix
- 1905: Bordeaux-Paris

## Ergebnisse bei der Tour de France
- Tour de France 1903: Gewinner von zwei Etappen
- Tour de France 1904: Gewinner von vier Etappen, die ihm jedoch nach verbotenen Absprachen wieder aberkannt wurden
- Tour de France 1905: Zweiter der Gesamtwertung und Gewinner von drei Etappen